# NÖLB Uh
Die Reihe Uh der Niederösterreichischen Landesbahnen (NÖLB) ist eine Schmalspur-Dampflokomotive der Spurweite 760 mm, die nur in einem Exemplar gebaut wurde.

## Geschichte

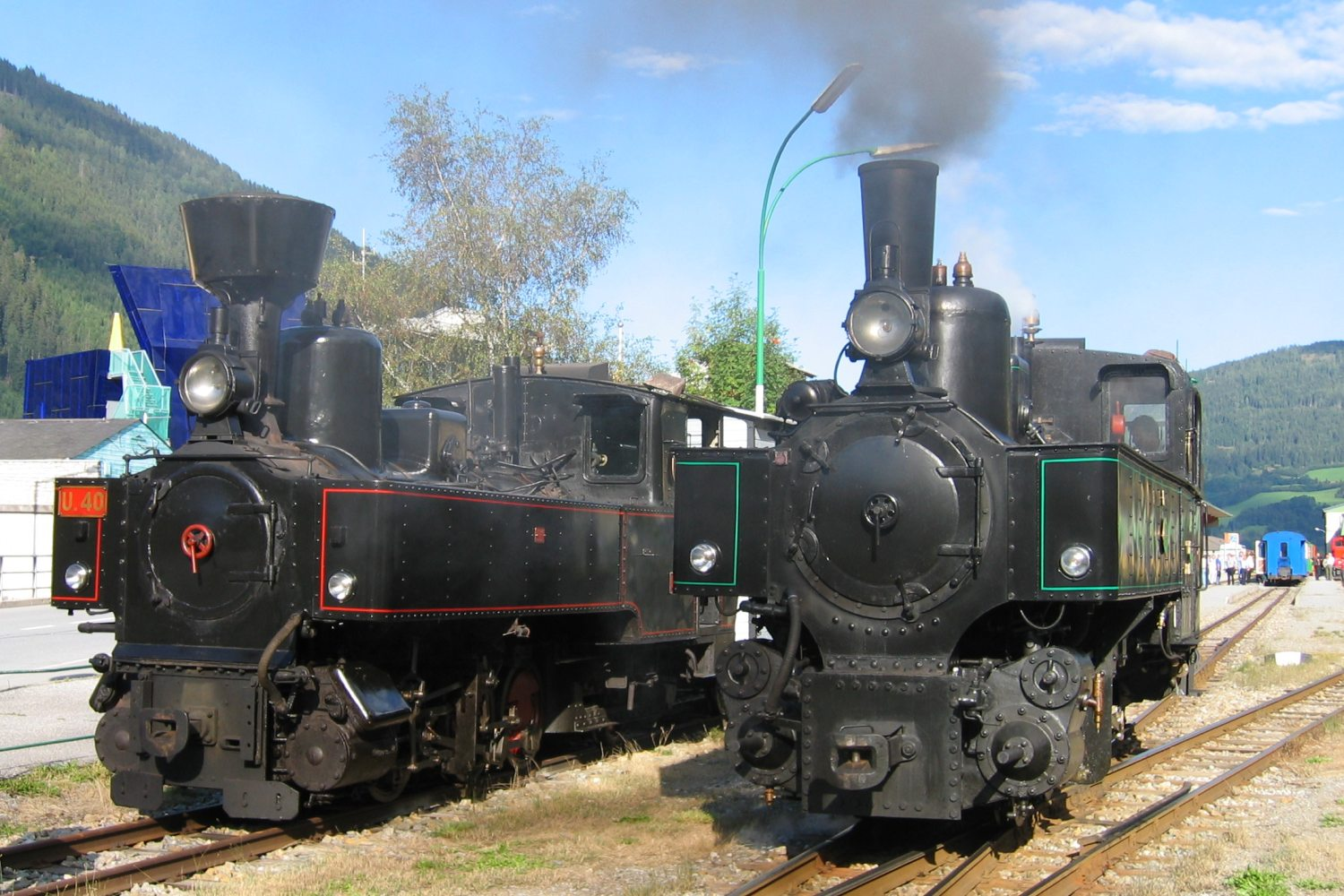
Bh.1 (rechts) und eine Lok der Reihe U in Murau

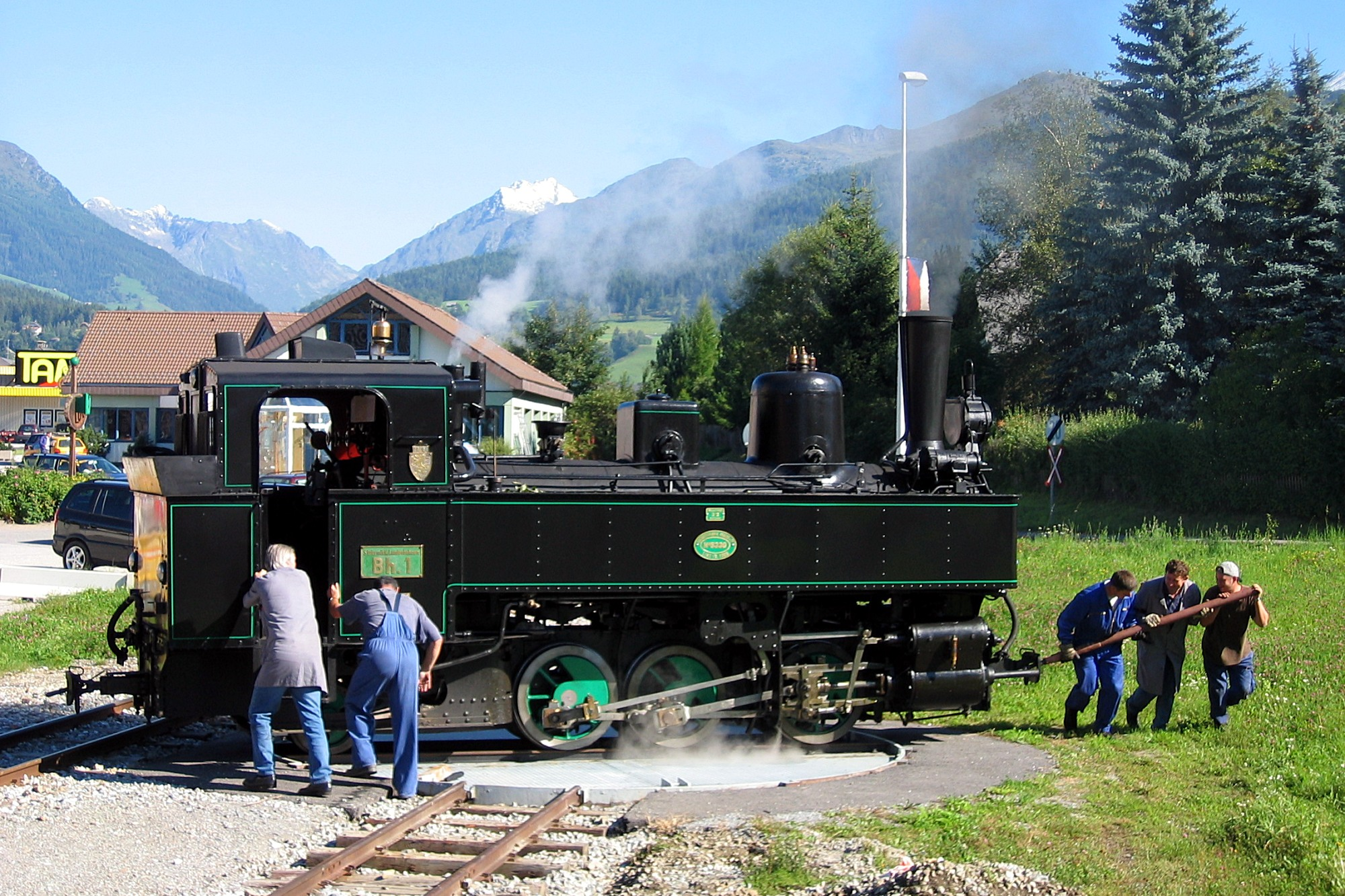
Bh.1 auf der Drehscheibe in Tamsweg

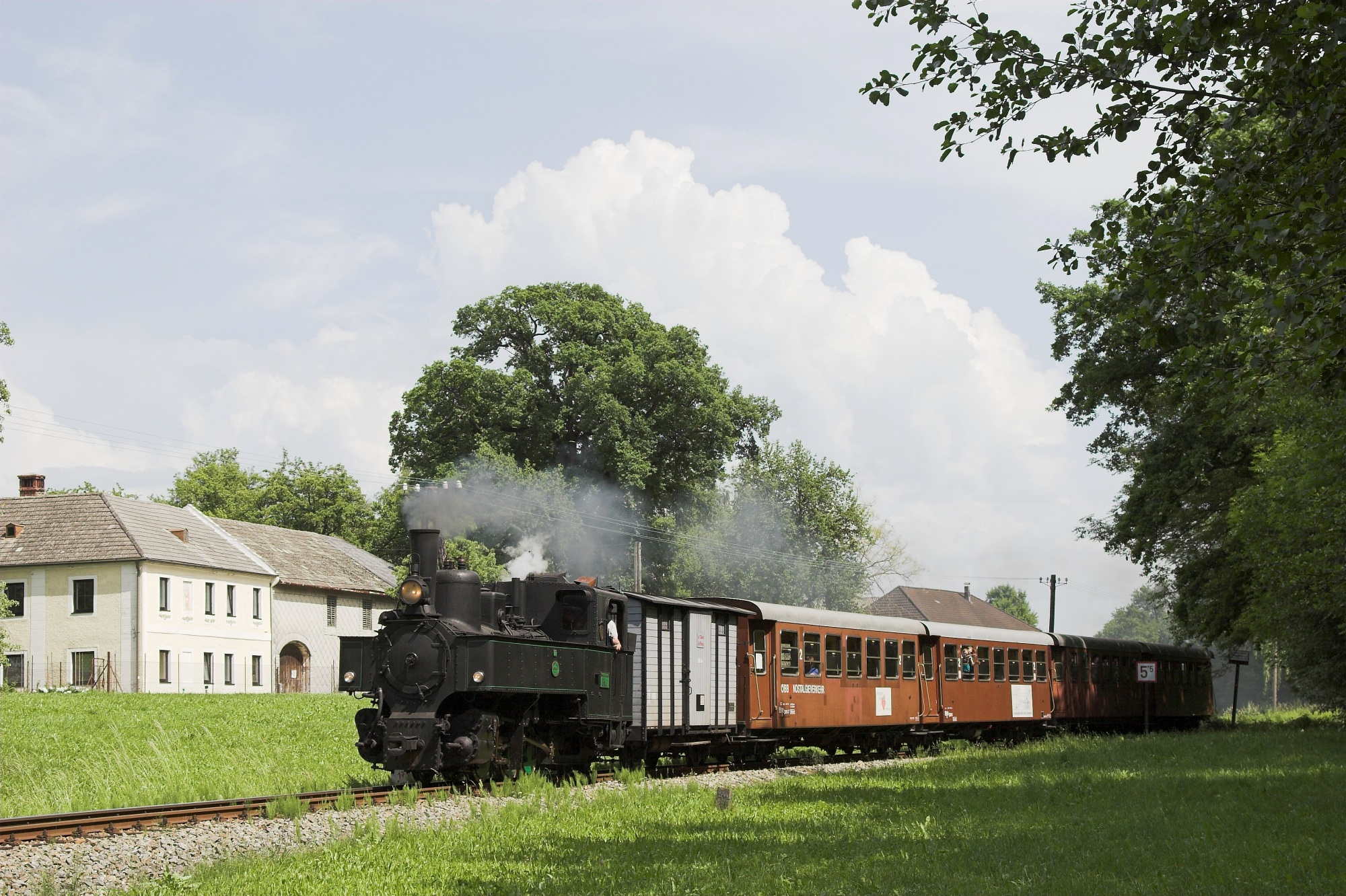
Bh.1 mit Sonderzug bei Mank auf der Krumpe

Die Niederösterreichischen Landesbahnen bestellten anlässlich der Verlängerung der Pielachtalbahn im Abschnitt Kirchberg an der Pielach–Laubenbachmühle im Jahr 1905 bei der Lokomotivfabrik Krauss in Linz eine Prototyplokomotive, die grundsätzlich der gleichzeitig bestellten Reihe Uv entsprach, aber anders als diese Verbundlokomotive in Heißdampftechnologie ausgeführt wurde. Diese beiden Typen waren Weiterentwicklungen der bereits mehrfach bewährten Reihe U. 
Die als Uh.1 bezeichnete Lokomotive war mit einem Überhitzer nach Patent Wilhelm Schmidt ausgestattet und war zugleich die erste Lokomotive dieser Art in der Österreich-Ungarischen Monarchie. Obwohl mit der Uh.1 im Betriebseinsatz positive Erfahrungen gemacht wurden, unterblieb die Bestellung weiterer Exemplare. Jedoch führten diese Erfahrungen zur Bestellung von Heißdampflokomotiven – der Stütztenderlokomotive Reihe Mh – für den Ende 1906 in Betrieb genommenen Gebirgsabschnitt der Mariazellerbahn.
Da die NÖLB-Strecken ab 1921 im Pachtbetrieb durch BBÖ betrieben wurden, wurde die Uh.1 zunächst 1923 auf die Salzkammergut-Lokalbahn überstellt, die in diesem Jahr ebenfalls durch die Staatsbahn betrieben wurde. 1924 wurde sie zur Bregenzerwaldbahn umstationiert und nach Auslieferung der neuen Heißdampflokomotiven der Reihe Uh (spätere Reihe 498 der ÖBB) in Bh.1 umgezeichnet. 1928 kam sie nach St. Pölten und 1931 auf die Ybbstalbahn, wo sie bis 1963 blieb. Im neuen Nummernschema der Österreichischen Bundesbahnen (ÖBB) von 1953 erhielt sie die Bezeichnung 398.01. Von 1963 bis zu ihrer Abstellung 1966 fuhr sie auf den Waldviertler Schmalspurbahnen. Die formelle Ausmusterung erfolgte erst 1973, danach erwarb sie der Eisenbahnverein Club 760 in der Steiermark. 
Im Zuge eines Lokomotivtausches gelangte die Maschine letztendlich an die Steiermärkischen Landesbahnen, wo sie neu aufgearbeitet und in den Nostalgiezugseinsatz der Murtalbahn aufgenommen wurde. Von 1992 bis 1995 war sie dann leihweise auf der von einem Verein bis 1998 betriebenen und inzwischen abgebauten Thörlerbahn anzutreffen, danach wurde sie mit abgelaufenen Kesselfristen außer Betrieb genommen. 2004 erhielt die Bh.1 neuerlich eine Hauptuntersuchung, seitdem steht die Lokomotive auf der Murtalbahn zur Verfügung. Sie kam jedoch auch mehrmals mit Sonderzügen auf anderen Strecken zum Einsatz, etwa auf der Mariazellerbahn und der Ybbstalbahn. 
Die Bh.1 ist die älteste erhaltene und betriebsfähige Heissdampflok weltweit.